# Gymnographa
Gymnographa — рід лишайників родини Graphidaceae. Назва вперше опублікована 1887 року.